# Kalínovka (Vladímir)
|  | Per a altres significats, vegeu «Kalínovka». |

Kalínovka (en rus: Калиновка) és un poble de l'óblast de Vladímir, a Rússia, segons el cens del 2010 tenia 167 habitants. Pertany al districte municipal de Iúriev-Polski.